# Valentina Burgueño
Valentina Burgueño (n. Montevideo en 1985) es una actriz uruguaya.

## Filmografía

### Cine

#### Largometrajes
- Tirante el Blanco 2006

## Televisión

### Series
- Raquel busca su sitio 2000
- El Comisario 2004-2008 Como Sofía Márquez
- Hospital Central 2006 Como Arantxa - novia de Olmo
- Amar en tiempos revueltos 2006 Como Rosa
- MIR 2007

### Miniseries
- Wanninkhof 2008 Como Rocío Wanninkhof

- Datos: Q6158840